# Tiki
Tiki là viết tắt của "Tìm kiếm & Tiết kiệm", là tên của website thương mại điện tử Việt Nam. Thành lập từ tháng 3 năm 2010, Tiki hiện đang là trang thương mại điện tử lọt top 2 tại Việt Nam và top 6 tại khu vực Đông Nam Á.

## Lịch sử
Khởi đầu của Tiki chỉ là một website bán sách trực tuyến. Tháng 3 năm 2012, Quỹ đầu tư CyberAgent Ventures Inc đã quyết định đầu tư vào Tiki. Với việc đầu tư này, Tiki dần mở rộng thành một sàn thương mại điện tử.
Giai đoạn năm 2011 – 2012, Tiki trở thành đơn vị kinh doanh sách hàng đầu tại Việt Nam.
Giai đoạn năm 2013 – 2014, Tiki mở rộng lĩnh vực kinh doanh với rất nhiều ngành hàng khác. Lúc này, ngoài hơn 51.000 đầu sách thì người mua hàng có thể tìm thấy các mặt hàng từ văn phòng phẩm, nhu yếu phẩm đến điện tử, điện gia dụng,... ở Tiki. Ở giai đoạn này, Tiki bắt đầu đưa vào hoạt động hết công sức nhà kho diện tích rộng lên đến 3.000m2, bắt đầu chiếm lĩnh thị trường thương mại điện tử đang phát triển thần tốc ở Việt Nam.
Năm 2015, Tiki lọt top 5 website thương mại điện tử nổi bật nhất tại Việt Nam, đánh dấu tên tuổi và minh chứng cho sức ảnh hưởng của Tiki trên thị trường thương mại điện tử cũng như đối với người tiêu dùng Việt Nam.
Năm 2016, Tiki vươn lên trở thành công ty thương mại điện tử lớn thứ 2 Việt Nam, có mặt ở 63 tỉnh thành trên khắp cả nước.
Tháng 4 năm 2017 sau 7 năm thành lập, Tiki đánh dấu bước chuyển mình khi chuyển sang hình thức Marketplace, thu hút thêm nhà bán hàng gia nhập hệ thống website của Tiki.vn, mở rộng lên hàng chục ngành hàng với hơn 300.000 sản phẩm được bày bán.
Vào tháng 6 năm 2020, Tiki đã huy động được khoảng 130 triệu USD từ một vòng tài trợ do công ty cổ phần tư nhân Northstar Group có trụ sở tại Singapore dẫn đầu. Ban đầu dự kiến chỉ huy động được 75 triệu USD nhưng sau đó vòng gọi vốn được tăng quy mô nhờ sự hỗ trợ từ các nhà đầu tư Thương mại điện tử khởi nghiệp Hàn Quốc.
Với tốc độ tăng trưởng bình quân 30%, thị trường thương mại điện tử Việt Nam dự báo đạt 15 tỷ đô trong năm 2020 và nếu duy trì tốc độ tăng trưởng như hiện nay, con số doanh thu sẽ lên tới 33 tỷ USD vào năm 2025, xếp thứ ba trong khu vực ASEAN, sau Indonesia (100 tỷ USD) và Thái Lan (43 tỷ USD).

## Tin tức và hoạt động
Ngày 19 tháng 10 năm 2021 Tiki đã huy động được 258.000.000 USD, series E từ AIA Group và 5 nhà đầu tư khác.
Ngày 9 tháng 6 năm 2020 Tiki huy động được 130.000.000 USD, vốn cổ phần tư nhân từ Northstar Group.
Ngày 13 tháng 9 năm 2019 Tiki đã huy động được số tiền không được tiết lộ, series Không xác định từ InnoVen Capital và 2 nhà đầu tư khác.
Ngày 21 tháng 8 năm 2019 Tiki mua lại TicketBox với số tiền không được tiết lộ.
Ngày 16 tháng 1 năm 2018 Tiki đã huy động được số tiền không được tiết lộ, series C từ JD.com và 4 nhà đầu tư khác.
Ngày 21 tháng 11 năm 2017 Tiki đã huy động được 44.000.000 USD, series C từ JD.com.
Ngày 17 tháng 5 năm 2016 Tiki huy động được 17.000.000 USD, series C từ VNG.
Ngày 27 tháng 8 năm 2013 Tiki đã huy động được 1.000.000 USD, series B từ Sumitomo Corporation.
Ngày 3 tháng 3 năm 2012 Tiki đã huy động được 500.000 USD, series A từ CyberAgent Capital.